# Tschetschelnyk
Tschetschelnyk (ukrainisch Чечельник; russisch Tschetschelnik, polnisch Czeczelnik) ist eine Siedlung städtischen Typs in der Oblast Winnyzja. Sie liegt am Fluss Sawran, einem Zufluss des Südlichen Bugs im östlichen Teil der historischen Landschaft Podolien. Bis Juli 2020 war der Ort das Zentrum des gleichnamigen Rajons Tschetschelnyk.

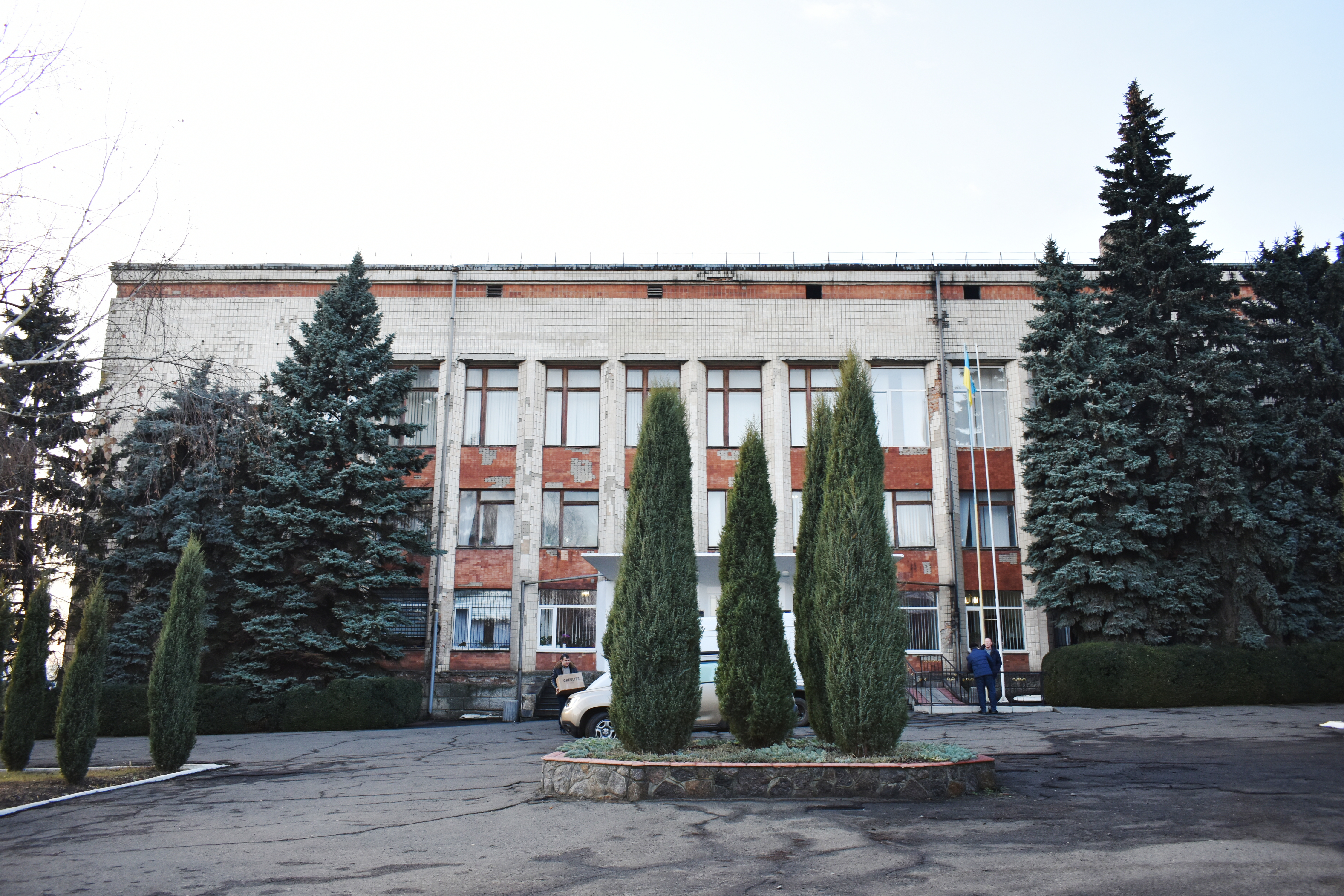
Verwaltungsgebäude im Ort

Die Ortschaft wurde im frühen 16. Jahrhundert als Zufluchtsort für Landbesitzer und Tataren gegründet, von 1795 bis 1812 trug sie den Namen Olgopol, seit 1961 hat sie den Status einer Siedlung städtischen Typs.
Eine im 18. Jahrhundert erbaute Synagoge soll nach jahrelangem Leerstand und Verfall ab 2018 renoviert werden.
Von 1901 bis 2003 hatte der Ort einen Anschluss an das Schmalspurnetz Hajworon.

## Verwaltungsgliederung
Am 12. Juni 2020 wurde die Siedlung zum Zentrum der neugegründeten Siedlungsgemeinde Tschetschelnyk (Чечельницька селищна громада/Tschetschelnyzka selyschtschna hromada). Zu dieser zählen auch die 16 in der untenstehenden Tabelle aufgelisteten Dörfer, bis dahin bildete sie die gleichnamige Siedlungsratsgemeinde Tschetschelnyk (Чечельницька селищна рада/Tschetschelnyzka selyschtschna rada) im Zentrum des Rajons Tschetschelnyk.
Am 17. Juli 2020 kam es im Zuge einer großen Rajonsreform zum Anschluss des Rajonsgebietes an den Rajon Hajssyn.
Folgende Orte sind neben dem Hauptort Tschetschelnyk Teil der Gemeinde:
| Name                     | Name          | Name                           |
| ukrainisch transkribiert | ukrainisch    | russisch                       |
| ------------------------ | ------------- | ------------------------------ |
| Anjutyne                 | Анютине       | Анютино (Anjutino)             |
| Bilyj Kamin              | Білий Камінь  | Белый Камень (Bely Kamen)      |
| Bonduriwka               | Бондурівка    | Бондуровка (xxx)               |
| Brytawka                 | Бритавка      | Бритавка (Britawka)            |
| Dochno                   | Дохно         | Дохно                          |
| Kataschyn                | Каташин       | Каташин (Kataschin)            |
| Kureniwka                | Куренівка     | Куренёвка (Kurenjowka)         |
| Luhy                     | Луги          | Луги (Lugi)                    |
| Nowoukrajinka            | Новоукраїнка  | Новоукраинка (Nowoukrainka)    |
| Popowa Hreblja           | Попова Гребля | Попова Гребля (Popowa Greblja) |
| Rohiska                  | Рогізка       | Рогозка (Rogoska)              |
| Schabokrytschka          | Жабокричка    | Жабокричка (Schabokritschka)   |
| Tarassiwka               | Тарасівка     | Тарасовка (Tarassowka)         |
| Tartak                   | Тартак        | Тартак                         |
| Wassyliwka               | Василівка     | Василевка (Wassilewka)         |
| Werbka                   | Вербка        | Вербка                         |

## Persönlichkeiten
- David Milman (1912–1982), ukrainisch-israelischer Mathematiker, Experte für Funktionsanalyse, insbesondere die Theorie der Operatoren
- Clarice Lispector (1920–1977), brasilianische Schriftstellerin